# NGC 1324
NGC 1324 је спирална галаксија у сазвежђу Еридан која се налази на NGC листи објеката дубоког неба.
Деклинација објекта је - 5° 44' 43" а ректасцензија 3h 25m 1,7s. Привидна величина (магнитуда) објекта NGC 1324 износи 12,7 а фотографска магнитуда 13,5. NGC 1324 је још познат и под ознакама MCG -1-9-38, IRAS 03225-0555, PGC 12772.